# Kod Manchester

Kodowanie Manchester – dwie konwencje

Kod Manchester – kod liniowy sygnału cyfrowego (modulacja bifazowa). Na początku każdego bitu danych sygnał zakodowany przyjmuje stan odpowiadający jego wartości binarnej. Następnie w środku czasu transmisji bitu następuje zmiana sygnału na przeciwny (odpowiednio z niskiego na wysoki lub z wysokiego na niski). Modulacja po raz pierwszy została wprowadzona przez G. E. Thomasa w 1949 r. Jest możliwa również odwrotna konwencja, tzw. konwencja IEEE 802.3.
Ponieważ w środku czasu trwania przesyłanego bitu występuje zawsze zmiana stanu, możliwa jest synchronizacja demodulatora z modulatorem w każdym przesyłanym bicie (w NRZI może nastąpić długi ciąg zer lub jedynek). Daje to dużą odporność na zmiany szybkości transmisji, a jednocześnie wyeliminowana jest składowa stała, co umożliwia przesyłanie tak zmodulowanego sygnału przez elementy jej nie przenoszące (np. transformatory liniowe używane w telekomunikacji).
Wadą jest występowanie zmiany sygnału także na początku nadawania bitu, gdy poprzedni był taki sam jak obecny, w wyniku czego istnieje potrzeba użycia do przesłania dwukrotnie szerszego pasma niż w przypadku sygnału niezmodulowanego.
Kodowanie Manchester wykorzystuje np. standard Ethernet w modelu 10BASE-T. W wielu nowoczesnych modemach wykorzystana jest ulepszona wersja zapewniająca odporność na zmianę przewodów w linii transmisyjnej – różnicowe kodowanie Manchester.